# Ivan Holoubek
Ivan Holoubek (11. dubna 1951 Brno – 19. ledna 2025 Brno) byl český vědec, chemik se zaměřením na environmentální chemii, emeritní profesor Masarykovy univerzity (MU) v Brně a bývalý ředitel výzkumného centra RECETOX.

## Vzdělání a kariéra
Po studiu střední školy se zaměřením na chemii absolvoval Přírodovědeckou fakultu UJEP (dnes MU) na které se v roce 1983 aktivně podílel na založení Katedry ochrany a tvorby životního prostředí. Tato katedra se pod jeho vedením transformovala na výzkumný ústav RECETOX, ve kterém Holoubek dělal v letech 1990–2013 ředitele. Věnoval se také ekologii na Univerzitě Karlově, kde byl v roce 1998 jmenován profesorem v oboru Chemie a technologie ochrany životního prostředí.
Od roku 2015 byl několik let vedoucím v Oddělení atmosférických toků a dálkového transportu látek v Ústavu výzkumu globální změny AV ČR.
Za svojí činnost byl v roce 2016 oceněn Cenou města Brna a v roce 2021 zlatou pamětní medailí od děkana PřF MU.

## Vědecká činnost
Ve svém výzkumu se věnoval vlivu různých látek na životní prostředí, a to komplexně z hlediska půdy, vody a ovzduší. Od 80. let 20. století se podílel na činnosti Evropského programu pro monitorování a vyhodnocování znečištění ovzduší (EMEP). V roce 1988 založil na české pozaďové observatoři v Košeticích jeden z prvních evropských programů zaměřených na sledování perzistentních organických látek v atmosféře. Ve své vědecké i pedagogické práci se soustředil na výzkum výskytu, chování a dopadů těchto látek v životním prostředí a na hodnocení environmentálních a zdravotních rizik, která s nimi souvisejí. V 90. letech 20. století se svým týmem popsal mechanismy dálkového přenosu kontaminantů do horských oblastí České republiky, jejich ukládání a přeměny v půdních systémech. Jeho činnost v rámci ústavu RECETOX však při výzkumu těchto látek přesahovala i do Afriky. Zaměřoval se však i na lokální problémy, když se například angažoval při objasňování otravy řeky Bečvy.
V rámci své vědecké činnosti navázal úzkou spolupráci s Programem OSN pro životní prostředí (UNEP), Organizací OSN pro průmyslový rozvoj (UNIDO) a Rozvojovým programem OSN (UNDP) při podpoře realizace mezinárodních úmluv, zejména Stockholmské úmluvy o perzistentních organických látkách. Podílel se na jejich praktickém zavádění ve 25 zemích, se zvláštním důrazem na východní Evropu a Turecko.
Byl autorem nebo spoluautorem více než 200 vědeckých publikací.